# Rhopalephora
Rhopalephora es un género de plantas con flores de la familia Commelinaceae.  Comprende 5 especies descritas y de estas, solo 4 aceptadas.
Es originario de Madagascar y sur del Océano Pacífico.

## Taxonomía
El género fue descrito por Justus Carl Hasskarl y publicado en Botanische Zeitung (Berlin) 22: 58. 1864. La especie tipo es: Rhopalephora micrantha (Vahl) Faden

## Especies aceptadas
A continuación se brinda un listado de las especies del género Rhopalephora aceptadas hasta noviembre de 2013, ordenadas alfabéticamente. Para cada una se indica el nombre binomial seguido del autor, abreviado según las convenciones y usos.
- Rhopalephora micrantha (Vahl) Faden
- Rhopalephora monadelpha (Bl.) Faden
- Rhopalephora rugosa (H.Perrier) Faden
- Rhopalephora vitiensis (Seem.) Faden